# 물권법
물권법(物權法)은 각종의 재화에 대한 사람의 지배 관계를 규율하는 사법이다. 물권은 사물에 대해 사람이 가지는 지배 관계로서, 채권과 달리 이행의 문제를 남기지 않는다는 특징이 있다. 채권적 계약이 선행하고 그 계약의 이행으로서 물권의 변동이 이루어지는 것이 대체적인 법률관계의 모습이라 하겠다.
한편, 대륙법계에서 물권은 그 종류를 법률이 정하는 것과 관습법에 의하는 것으로 엄격히 한정하고 있으며 전반적으로 강행규정성이 강하다. 이러한 점에서 물권은 새로운 종류의 채권의 성립이 자유로우며 임의규정성이 강한 채권과 차이점을 지닌다고도 할 수 있다.
물권법은 '사람'에 대한 권리(채권)를 정하는 채권법과 같이 재산법의 한 영역이며 재산의 생산, 유통에 관한 법률이라고도 한다. 물권법은 채권법의 경우에 비해 첫째로 당사자의 계약이 어떤가에 관계없이 강제적으로 적용되는 규정(강행법규)이 많다(→물권법정주의). 둘째로 이 영역에는 각국의 특유한 전통과 관습으로 각국에 특유한 성격이 많다. 셋째로 부동산의 소유권을 행사할 경우에는 사회적 제한이 크고 권리남용의 문제가 일어나기 쉽다.
일본이나 중화인민공화국에서도 일반적으로 물권의 변동이라 함은 물권의 발생, 변경, 소멸을 말하고, 이것을 물권의 주체를 중심으로 하면, 물권의 득실(취득, 상실) 및 변경을 말한다.

## 물권
물권(物權)은 의식주, 기타의 '물건'에 대한 권리이다. 이 물권 중에 가장 기본적인 것이 소유권이다. 채권과 함께 물권은 오늘날 사유재산권의 중심이 되고 있다. 이 물건을 직접으로 이용할 수 있는 권리(물권)를 정하는 법률을 물권법이라 한다.

## 대한민국의 물권법
대한민국에서 가장 중심적인 물권법은 민법 2편 물권(185조-372조)인데 그 밖에도 많은 특별물권법·관습물권법 등이 있다(→ 특별법상의 물권).  대한민국에서 물권법은 민법전의 일부로 규정되어 있으며, 대한민국 민법 제185조 내지 제372조의 규정이 물권편에 해당한다. 물권의 종류로서는 위에서 언급한 점유권, 소유권, 지상권, 지역권, 전세권, 유치권, 질권, 저당권을 규정하고 있으며, 그 외에 성문법에 규정은 없으나 관습법으로서 관습법상의 법정지상권, 분묘기지권이 인정되고 있고, 가등기담보에 관한 법률을 통해 가등기의 형식을 통한 담보물권이 인정되고 있다.

## 같이 보기
- 동산반환청구소송
- 국가귀속
- 물권
- 동산점유회복소송
- 권원등기제도
- 횡령물회복소송